# Botswana
Botswana (en anglès, Botswana) és una república de l'Àfrica Austral que limita al nord i a l'oest amb Namíbia, al nord amb Zàmbia, al sud amb Sud-àfrica i al nord-est amb Zimbabwe. La capital n'és Gaborone. Fou un antic protectorat britànic sota el nom de Betxuanalàndia i es va proclamar independent l'any 1966.
L'economia, estretament lligada a la de Sud-àfrica, està basada en la ramaderia i en la mineria (diamants).
És un dels estats més estables d'Àfrica. Políticament està organitzat com una democràcia i, segons els organismes internacionals, rep bones qualificacions pel que fa al respecte als drets humans. No obstant això, és un estat on sempre ha estat vigent i utilitza la pena de mort.
Botswana presenta una de les taxes més altes del món d'infectats per VIH. El 2002 el 38,8% de la població adulta era seropositiva. El 2003 el govern va iniciar un programa que inclou l'administració gratuïta o econòmica de medicaments genèrics antiretrovirals i una campanya informativa destinada a frenar l'expansió del virus.

## Història
Els batswana, terme usat també per anomenar tots els ciutadans de Botswana, es refereix al principal grup ètnic del país (els "Tswana" a Sud-àfrica), el qual entrà en l'àrea de Sud-àfrica durant les guerres zulús dels primers anys del segle xix, conegudes com a Mfecane. Abans dels contactes amb Europa, els batswana vivien com a pastors i grangers sota organització tribal.
Ja al segle xix, es trencaren les hostilitats entre els batswana i els colons bòer de Transvaal. Després de les apel·lacions d'ajuda dels batswana, els britànics van establir un protectorat al sud del riu Molopo l'abril de 1884 i el 27 de gener de 1885 van ampliar-lo al nord del riu fins als 22º de latitud sud ocupant el territori de les tribus bakwena, bangwaketse i bangwato. Van enviar-hi una expedició militar (Bechuanaland Expeditionary Force) dirigida pel general Sir Charles Warren, per fer efectiva la protecció britànica sobre Betxuanalàndia i el Kalahari el gener de 1885 i van aconseguir-hi l'annexió dels Estats Units de Stellaland, que bloquejaven l'expansió i el trànsit de mercaderies britànics amb l'Àfrica central. Així van impedir la possibilitat d'establir d'una continuïtat territorial entre l'Àfrica Sud-occidental Alemanya i la República de Transvaal.
Els territoris del protectorat britànic de Betxuanalàndia situats al sud del riu Molopo van formar la colònia, constituïda formalment el 30 de setembre de 1885 i que tingué per capital Mafikeng, mentre que els territoris situats al nord del riu van formar el Protectorat de Betxuanalàndia.
El protectorat es va estendre al nord el 30 de juny de 1890 amb la incorporació del territori anomenat Ngamilàndia, territori dominat pels caps dels tawana. Aquesta ampliació fou reconeguda per l'imperi alemany l'endemà mateix en el Tractat de Helgoland-Zanzíbar, que regulava la situació de Zanzíbar i Helgoland i fixava els límits entre l'Àfrica Sud-occidental Alemanya i el protectorat de Betxuanalàndia tot establint-hi l'anomenada franja de Caprivi.
De fet els britànics no es van establir a Ngamilàndia fins al 1894. Segons les estadístiques del 1904, la superfície del Protectorat era de 647500 km² i la població d'uns 120.000 habitants. Estava previst que el territori passaria sota administració de Rhodèsia o de Sud-àfrica, però els caps tswana s'hi van oposar i el protectorat britànic va continuar fins al 1966; els caps tribals mantingueren el poder fins llavors, mentre els britànics només s'ocupaven de la policia i de la vigilància de fronteres.
L'administració de la colònia fou transferida a la colònia del Cap de Bona Esperança el 1895, mentre que el protectorat quedava sota administració d'un Alt Comissionat britànic a Sud-àfrica per als protectorats de Betxuanalàndia, Basutolàndia i Swazilàndia (l'administració li fou subordinada després del 9 de maig de 1891)
Malgrat la pressió sud-africana, els habitants del protectorat de Betxuanalàndia, Basutolàndia (actual Lesotho), i Swazilàndia demanaren i van rebre el 1907 seguretats britàniques que no serien inclosos en la proposada Unió de Sud-àfrica.
L'expansió de l'autoritat central britànica i l'evolució del govern tribal van resultar en l'establiment el 1920 de dos consells d'assessoria que representaven respectivament els africans i els europeus. Diverses proclamacions del 1934 regularitzaren els poders i el domini tribals. Un consell assessor europeu-africà es va formar el 1951 i la constitució de 1961 va establir-hi un consell legislatiu consultiu.
El juny de 1964, el Regne Unit va acceptar les propostes per a un autogovern democràtic a Botswana. La seu del govern fou traslladada des de Mafikeng, a Sud-àfrica, a Gaborone, establerta com a capital el 1965. La constitució de 1966 conduí a les primeres eleccions generals i a la independència el setembre de 1966.
Seretse Khana, un líder del moviment independentista i el legítim successor al govern tradicional dels Bamangwato, fou triat com el primer president pel Partit Democràtic de Botswana (PDB) i reelegit dues vegades fins que va morir al seu càrrec el 1979. La presidència passà al vicepresident, Ketumile Masire, que fou escollit per dret propi el 1984 i reelegit el 1989 i el 1994. Masire es va retirar del càrrec el 1998 i la presidència passà al seu vicepresident, Festus Mogae, president electe el 1999 i 2004, passant el relleu en 2009 al seu vicepresident Ian Khama, reelegit en 2014 i que va passar el relleu a Mokgweetsi Masisi en 2018 en dimitir i deixar el partit. Masisi fou reelegit en 2019 però en 2024 el PDB va perdre per primer cop les eleccions a mans del Paraigua per al Canvi Democràtic (PCD) de Duma Boko.
Botswana és l'únic país d'Àfrica sense cops d'estat i a més un dels més estables.

## Geografia

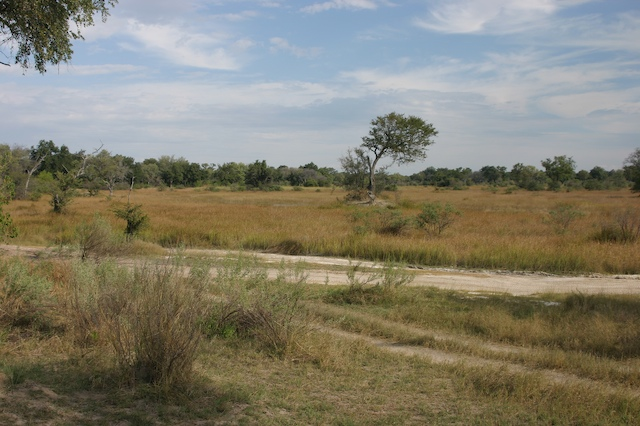
Delta de l'Okavango

Botswana limita al nord amb Zàmbia (2 km), a l'est amb Zimbabwe (813 km), al sud amb Sud-àfrica (1.840 km) i a l'oest i al nord amb Namíbia (1.360 km). La seva superfície és comparable a la de l'estat nord-americà de Texas. Botswana no té sortida al mar. El país està dominat principalment pel desert del Kalahari, que n'ocupa el 70% de la superfície total, en especial el nord i l'oest. A més, en el seu territori es troba el delta de l'Okavango, el delta interior més gran del món.
El seu punt més alt són els tossals de Tsodilo, amb 1.489 metres sobre el nivell mitjà del mar, mentre que el seu punt més baix és l'encaix dels rius Limpopo i Shashe, amb 513 metres.

## Clima
Botswana té un clima semiàrid amb una estació humida molt curta. Tanmateix, com que l'altitud mitjana del país és força elevada i la seva situació és continental, li correspon un clima subtropical pel que fa a les temperatures. Botswana queda lluny dels fluxos d'aire humits durant gran part de l'any. L'estació seca va dels mesos d'abril a octubre al sud, i al nord fins a novembre. Al nord el total de pluja anual és més alt, però en general és menor de 500 litres l'any. El sud dels país està més exposat als vents freds durant el període d'hivern austral (de principis de maig a finals d'agost), quan les temperatures mitjanes estan al voltant dels 14 °C. Tot el país té estius càlids amb mitjanes de 26 °C. La insolació total anual és alta tot l'any però l'hivern és el període més assolellat. El país és ventós i polsós durant l'estació seca.

## Política
Botswana és una república presidencialista en una democràcia representativa dins d'un sistema multipartidista. El poder executiu és exercit pel govern. El poder legislatiu és compartit entre el govern i el parlament de Botswana. El poder judicial és independent dels altres poders.
D'altra banda, el president és el cap d'estat i de govern. El parlament està dividit en la Casa de Caps de Botswana -cambra alta- i l'Assemblea Nacional de Botswana -cambra baixa-, dominada des de la independència pel Partit Democràtic de Botswana.

### Partits polítics
- Moviment Aliança de Botswana
- Moviment Marx, Engels, Lenin, Stalin
- Organització Socialista Internacional (Botswana)
- Partit del Poble de Botswana
- Nou Front Democràtic

## Subdivisió administrativa

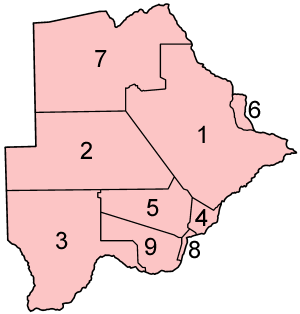
Mapa actual dels districtes de Botswana.

Botswana està dividida en nou entitats:
1. Central
2. Ghanzi
3. Kgalagadi
4. Kgatleng
5. Kweneng
6. Nord-est
7. Nord-oest
8. Sud-est
9. Sud

## Economia
Des de la independència, el 1966, Botswana ha experimentat el creixement més ràpid de renda per capita del món. El creixement econòmic va ser d'un 9% anual de 1966 a 1999. El govern ha mantingut una política fiscal responsable, malgrat els dèficits fiscals del 2002 i el 2003, i un deute exterior insignificant. Té la millor qualificació creditícia de risc sobirà d'Àfrica (A) Estàndard & Poor's i (Aa3) de Moody's, i ha acumulat reserves internacionals de l'ordre de 5,1 milers de milions de dòlars el 2003-2004. La millora de l'economia s'ha construït a partir de l'aplicació de polítiques liberals, un encertat ús dels guanys procedents de les mines de diamants, una política fiscal prudent i una política exterior cautelosa. Debswana, l'única companyia minera de diamants que opera a Botswana, pertany en un 50% al govern i genera al voltant de la meitat de tots els ingressos governamentals.
La despesa governamental fou retallada un 10% el 2002-2003 amb l'objectiu d'enfrontar-se a les creixents despeses en serveis de salut i al dèficit pressupostari. L'alta incidència de la SIDA ha afectat molt la població i l'economia del país. Una de cada tres persones està infectada pel virus. El govern reconeix que l'epidèmia afecta l'economia del país i per això ha planificat programes que la combaten, incloent-hi tractament antiretroviral gratuït i un programa nacional de prevenció de la transmissió del virus de mares a fills.
El dèficit fiscal que manté el govern es pot explicar en part per una relativament alta despesa militar (hi dedicava un 4% del PIB el 2004). Molts analistes consideren aquesta xifra innecessària tenint en compte que Botswana no es troba en una zona conflictiva (encara que el govern fa ús de les tropes en operacions multilaterals i d'assistència).

## Demografia
L'any 2011, Botswana tenia 2.065.398 habitants. Prop del 70% era cristià. L'idioma oficial és l'anglès. L'esperança de vida és de 61 anys. La mitjana de fills per dona és de 2,5 (una de les taxes més baixes d'Àfrica). Quasi el 80% de la població està alfabetitzada. Es calcula que el 23,9% de la població està infectada en el virus del VIH (SIDA).
A Botswana hi viuen més de 60 mil nadius boiximans o Basarawa, especialment al Kalahari, on aquests caçadors-recol·lectors habiten de fa almenys 20 mil anys.
La població d'origen europeu està formada per uns 60.000 individus, que suposa el 3,0% de la població total del país.

### Llengües
Les llengües oficials o nacionals de la República de Botswana són l'anglès i el tswana. El SIL International ha llistat 28 llengües, totes vives:
- Afrikaans: 6.000 parlants a l'estat. És una llengua parlada com a primera llengua en algunes granges situades al districte de Ghanzi, al de Kgalagadi i al de Kweneng, sobretot en zones a prop de la frontera amb Sud-àfrica.
- Kxoe: 1.000 parlants al districte del Nord-Oest, a prop del riu Khwai. És una llengua khoisànida.
- Birwa: 15.000 parlants a Botswana, al districte Central. També es parla a Sud-àfrica.
- Anglès: 375.490 parlants al país. A Botswana també l'anomenen sekgoa.
- Gana: 2.000 parlants en moltes zones disperses. És una llengua khoisànida.
- Gciriku: 2.000 parlants a Botswana.
- Gwi: 2.500 parlants de manera dispersa per Botswana. És una llengua khoisànida.
- Herero: 20.000 parlants a Botswana, estesos per tot el país.
- Hõã: 200 parlants al sud del desert del Kalahari, al districte Kweneng i al districte Central. És una llengua khoisànida.
- Juʼhoan: 5.000 parlants a Botswana, al districte del Nord-est, a prop de les fronteres amb Namíbia i Angola. És una llengua khoisànida.
- Kalanga: 150.000 parlants als districtes del Nord-est i Central.
- Kgalagadi: 40.000 parlants al sud i centre de Botswana, a prop de la frontera amb Sud-àfrica.
- Khwe: 4.000 parlants al districte del Nord-est. És una llengua khoisànida.
- Kua: 817 parlants als districtes Central i Nord-est. És una llengua khoisànida.
- Kuhane: 12.000 parlants al districte del Nord-est.
- Kxʼauʼein: 2.000 parlants al districte Ghanzi. És una llengua khoisànida.
- Mbukushu: 20.000 parlants al districte del Nord-est, a prop del riu Okavango.
- Nama: 1.500 parlants als districtes Kgalagadi i Ghanzi. És una llengua khoisànida.
- Mambya: 15.000 parlants a Botswana.
- Naro: 10.000 parlants a Botswana. Sobretot al districte Ghanzi. Llengua khoisànida.
- Ndebele: 8.000 parlants al districte del Nord-est.
- Shua: 6.000 parlants al districte Central. Llengua khoisànida.
- Tsoa: 5.000 parlants a Botswana, als districtes Central i del Nord-est. Llengua khoisànida.
- Tswana: 1.070.000 parlants a Botswana. És la llengua franca de tot l'estat. També es parla a Namíbia, Sud-àfrica i Zimbabwe.
- Tswapong: 2.000 parlants al districte Central.
- Xóo: 4.000 parlants als districtes Gantsi, Kgalagadi i Kweneng. També es parla a Namíbia. És una llengua khoisànida.
- Yeyi: 20.000 parlants a Botswana. En diversos districtes. També és parlat a Namíbia.
- Zezuru: 11.000 parlants a Botswana.

A Botswana també es parlen altres llengües com: bemba, hindi, lozi (2.000 parlants), sotho del nord (13.871 parlants), nyanja, sotho del sud, urdu, xhosa, zulu i xinès (1.000).

## Turisme i patrimoni

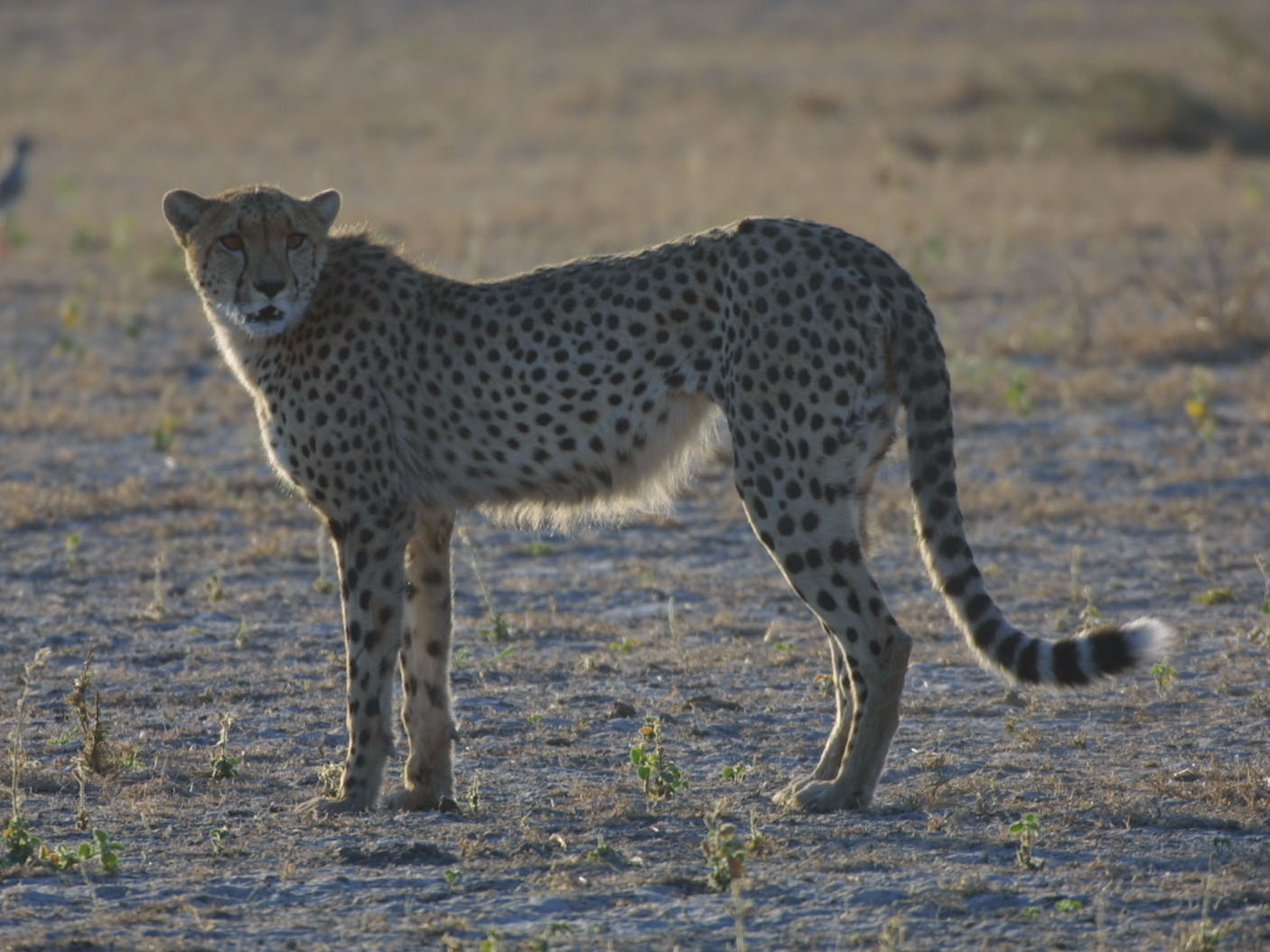
Botswana és un dels països del món més rics en fauna i flora. Aquí es veu un guepard a l'Okavango.

El turisme constitueix un 4% de la riquesa nacional: amb 2 milions de turistes l'any 2003, és la segona font d'ingressos del país després dels diamants.
Prop d'un terç de la superfície està protegida per parcs nacionals: les més rendibles són les zones del desert de Kalahari i el delta de l'Okavango. Dues empreses turístiques del país cotitzen en borses: Afritourism Ltd. i Chobe Holdings. És un dels pocs països on és legal caçar elefants.

### Patrimoni de la Humanitat
- Tsodilo, al desert del Kalahari. Conegut per les seves pintures rupestres que representen els primers rituals humans coneguts descoberts.[17]